# La majeur

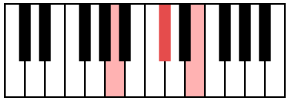
L'accord parfait en la majeur se compose des notes suivantes : la, do♯,, mi.

La tonalité la  majeur se développe en partant de la note tonique la. Elle est appelée A major en anglais et A-Dur dans l’Europe centrale.
L'armure coïncide avec celle de la tonalité relative fa dièse mineur.
L’échelle de la majeur est : la, si, do♯, ré, mi, fa♯, sol♯, la.
- tonique : la
- médiante : do♯
- dominante : mi
- sensible : sol♯

Altérations : fa♯, do♯, sol♯.

## Compositions célèbres en la majeur
- Concerto pour clarinette de Mozart
- Quintette en la majeur de Schubert
- Symphonie nº 7 de Beethoven
- Sonate pour piano nº 28 de Beethoven
- Symphonie nº 4 de Mendelssohn - premier et troisième mouvements
- Symphonie nº 3 (Rachmaninov) - troisième mouvement
- Concerto pour piano de Schumann - troisième mouvement
- Concerto pour piano nº 2 de Liszt